# Rumraket
Rumraket är det danska bandet Efterklangs egen skivetikett. Rumraket är danska för rymdraket.

## Utgivet på Rumraket
- Springer EP, Efterklang 2003
- Tripper, Efterklang 2004
- Horn of plenty, Grizzly Bear 2005
- (Human is music, Cacoy 20/2 2006)